# Jatznick
Jatznick er en by og kommune i det nordøstlige Tyskland, beliggende i Amt Uecker-Randow-Tal i den sydøstlige del af Landkreis Vorpommern-Greifswald. Landkreis Vorpommern-Greifswald ligger i delstaten Mecklenburg-Vorpommern.

## Geografi
Med godt 2000 indbyggere[kilde mangler] er Jatznick den største kommune i Amt Uecker-Randow-Tal. Den er beliggende ved nordenden af den Nordlige Højderyg, en randmoræne, der strækker sig ca. 25 kilometer mod vest, og er højeste område i Brohmer Berge (153 moh.). Nord og øst for Jatznick er landskabet fladt (Ueckermünder Heide op til Stettiner Haff og moseområdet Friedländer Großen Wiese). Ved Waldeshöhe ligger den lille sø Aalsee på omkring 0,8 hektar.
| - Blumenhagen - Belling (indlemmet 1. januar 2001) - Groß Spiegelberg | - Klein Luckow - Sandförde med Wilhelmsthal - Waldeshöhe |

### Trafik
Jatznick er beliggende ved Bundesstraße B 109 fra Pasewalk mod Anklam og har banegård på jernbanen Berlin–Stralsund. Siden 1884 har der eksisteret en jernbaneforbindelse til Ueckermünde. I den sydlige del af kommunen passerer motorvejen A 20 (Ostseeautobahn).

### Virksomheder
I Jatznick ligger én af i alt otte virksomheder i Tyskland for indsamling og forarbejdning af frø til skovbruget, Forstsamendarre Jatznick.

## Eksterne kilder og henvisninger
1. ↑  StBA: Änderungen bei den Gemeinden Deutschlands, siehe 2001

- Wikimedia Commons har flere filer relateret til Jatznick
- Kommunens websted
- Befolkningsstatistik mm (Webside ikke længere tilgængelig)